# Solomons Veinbergs
Solomons Veinbergs (auch Solomon Weinberg und Salaman Weinberg; * 9. Novemberjul. / 22. November 1910greg. in Riga; † 19. Mai 1992 ebenda) war ein lettischer Fußballspieler.

## Karriere und Leben
Solomons Veinbergs wurde im Jahr 1910 in Riga, in die Familie von Hirsch Veinbergs und seiner Frau Haja (geb. Friedmann) geboren. Er war verheiratet mit Hana (geb. Schebschelon).
Veinbergs spielte in seiner Fußballkarriere auf der Position des Stürmers für Makkabi Riga und Hakoah Riga. Mit Hakoah spielte Veinbergs von 1933 bis 1937 in der Virslīga, der höchsten lettischen Spielklasse.
Veinbergs nahm als Soldat in den Reihen der Roten Armee am Deutsch-Sowjetischen Krieg teil und erhielt den Orden des Vaterländischen Krieges.

## Weblink
- Lebenslauf bei kazhe.lv (lettisch)